# Pseudojuloides atavai
 Pseudojuloides atavai és una espècie de peix de la família dels làbrids i de l'ordre dels perciformes.

## Morfologia
Els mascles poden assolir els 13 cm de longitud total.

## Distribució geogràfica
Es troba des de Guam fins a les Illes de la Societat i les Tuamotu.